# Ulrich Beck
Ulrich Beck (Stolp, 15 de maig de 1944 - Berlín, 1 de gener de 2015) fou un sociòleg alemany. També fou professor de la Universitat de Múnic i la London School of Economics.
L'obra de Beck estudia aspectes com ara la modernització, els problemes ecològics, la individualització i la globalització. En els últims temps, ha encetat també una exploració de les condicions canviants del treball en un món de creixent capitalisme global, de pèrdua de poder dels sindicats de classe i altres col·lectius i de flexibilització dels processos de producció. La seua és una teoria arrelada en el concepte de cosmopolitisme.
Beck també va contribuir amb nous conceptes a la sociologia alemanya. Cal destacar-ne el que ell anomenà la societat del risc (com a caracterització de la societat actual globalitzada) i la segona modernitat. De fet, es considerà part d'un nou moviment, el cosmopolitisme —del qual va escriure un manifest— que naix de les noves necessitats creades pel naixement d'una nova societat de l'era global.

## Característiques de laSocietat del Risc
Per a Beck la societat del risc es defineix com una fase de desenvolupament de la societat moderna on els riscos socials, polítics, econòmics i industrials tendeixen cada vegada més a escapar a les institucions de control i protecció de la societat industrial.
La societat del risc es caracteritza, a més, per vuit trets: 
- Els riscos causen danys sistemàtics sovint irreversibles
- El repartiment i increment dels riscos segueixen un procés de desigualtat social creixent
- Risc, negoci amb doble causa: risc i oportunitats de mercat
- Hi ha un buit polític i institucional. Els moviments socials en són la nova legitimació
- Les fonts que donaven significat col·lectiu als ciutadans estan en procés de desencís
- En les noves societats recau en l'individu un procés d'individualització institucionalitzat a través d'una desvinculació de les formes tradicionals de la societat industrial i una revinculació amb un altre tipus de modernització
- Les fonts col·lectives que donen significat a la societat s'esgoten i l'individu, busca de forma independent, una identitat en la nova societat. En situacions de classe l'ésser determina la consciència, mentre que en situacions de risc és al revés, la consciència determina l'ésser
- Retorn de la incertesa, risc com a reconeixement de l'impredictible i de les amenaces de la societat industrial.

En la societat reflexiva, la societat es converteix en un problema per a si mateixa. La societat reflexiva es converteix en un concepte postindustrial del qual no havien pensat els clàssics com ara Max Weber.

## El seu pensament
Es pot veure com al llarg de les seves obres Beck se situa en una posició crítica, enfrontant-se als corrents del postmodernisme. D'aquesta manera, i juntament amb Anthony Giddens, Zygmunt Bauman i Scott Lash, defensa la sociologia reflexiva, per a no abandonar l'anàlisi crítica enfront dels problemes actuals. Beck s'acosta als problemes de la nova societat, que no són els mateixos que descrivia la sociologia de les societats precedents, i troba una font d'incertesa, inseguretat i riscos. La societat postmoderna assumeix una càrrega de risc en la seva pròpia identitat que tanca una greu contradicció: el perill de supervivència de l'espècie. La ‘rendibilitat’ del sistema corre el risc de la incertesa; no part de l'assumpció de la seguretat i d'un escenari sostenible en termes ecològics, sinó que coneix que existeixen marges de perillositat per a l'espècie la cobertura de la qual no és, paradoxalment, prioritària en un sistema guiat per l'obtenció de beneficis i una representació retòrica de la racionalitat que oculta la racionalitat. Els mitjans de comunicació tenen un paper molt important en la representació dels riscos i la cerca de solucions, augmentant el poder i el control social. El pensament de Beck està marcat per les constants d'una societat sotmesa a forts riscos i a processos d'individualització. Per a ell l'actualitat es forma amb les notícies de les catàstrofes ecològiques, les crisis financeres, el terrorisme, les guerres preventives.
Beck distingeix una primera modernització, que discorre al llarg de la industrialització i la creació de la societat de masses, d'una ‘segona modernització’, pròpia d'una societat que tendeix a la globalització i està en constant desenvolupament tecnològic. En l'era industrial l'estructura cultural i social era la família, però després aquest nucli es trenca donant lloc a la individualització, augmentant-se la incertesa de l'individu en la societat de risc. Sembla que això és producte del neoliberalisme econòmic, i no només afecta el pla personal, sinó també a les institucions.
Respecte al seu pensament en el camp de la política, diu que no es necessita redactar noves normes, sinó que cal adaptar les existents a la realitat social i a les necessitats del moment. Es deu, segons Beck, contrarestar l'excessiu pes del mercat i els seus efectes, i ampliar el cercle social i cultural de l'individu, amb l'objectiu d'aconseguir un equilibri i disminuir la incertesa. A més, veu necessari que els antics Estats nacionals canviïn i comencin un procés de cohesió internacional i cooperació, reconeixent la diversitat i individualitats, per a poder abordar preparats a aquesta segona modernitat.

## Recepció i crítica
Si bé Ulrich Beck ha estat un dels pioners a adaptar el tema del risc a les categories sociològiques existents, alguns autors critiquen la seva postura per considerar-la "alarmista". Niklas Luhmann suggereix que Beck no distingeix conceptualment la diferència entre amenaça i risc. Mentre la primera és imposada al subjecte sense cap possibilitat d'evitar els seus efectes, el risc es troba determinat per una decisió prèvia per mitjà de la qual els seus efectes poden ser evitats (contingència). Els qui, en la vida real, prenen les decisions mai enfronten els riscos. Anthony Giddens, per part seva, prefereix desenvolupar una idea de risc associat a la fiabilitat. El subjecte no coneix la complexitat del món circumdant ni les possibles conseqüències de les seves decisions. Pot decidir lliurar-se a la "divinitat" anul·lant tots els riscos, o confiar en el sistema expert prenent la decisió i generant un risc. Cass Sunstein argumenta que vivim en societats on els riscos semblen haver-se multiplicat. Però això es deu a certs biaixos cognitius que maximitzen certes situacions alhora que minimitzen unes altres. Per a Sunstein, a diferència de Beck, existeixen els riscos objectius, que han de ser subjectes a planificació rigorosa, i els riscos subjectius, la majoria d'ells construïts irracionalment.

## Obra
Beck és l'editor del Journal Soziale Welt (des del 1980) i autor d'uns 150 articles i de llibres com ara: 
- Risikogesellschaft - Auf dem Weg in eine andere Moderne (1986) Risikogesellschaft (Risk Society)
- Beck, Ulrich (1988) Gegengifte : die organisierte Unverantwortlichkeit. Frankfurt am Main: Suhrkamp.
- Beck, Ulrich (1992) Risk Society: Towards a New Modernity. Londres: Sage
- Riskante Freiheiten - Gesellschaftliche Individualisierungsprozesse in der Moderne (1994, editor amb Elisabeth Beck-Gernsheim)
- Beck, Ulrich & Giddens, Anthony & Lash Scott (1994) Reflexive Modernization.Politics, Tradition and Aesthetics in the Modern Social Order. Cambridge: Polity Press.
- Eigenes Leben - Ausflüge in die unbekannte Gesellschaft, in der wir leben (1995, amb. Vossenkuhl i U. E. Ziegler, fotografies de T. Rautert)
- Beck-Gernsheim, Elisabeth i Beck, Ulrich (1995) The Normal Chaos of Love. Cambridge: Polity Press.
- Beck, Ulrich (1995) Ecological Politics in an Age of Risk. Cambridge: Polity Press.
- Beck, Ulrich (1996) The Reinvention of Politics.Rethinking Modernity in the Global Social Order. Cambridge: Polity Press.
- Was ist Globalisierung? (1997)
- Beck, Ulrich (1998) Democracy without Enemies. Cambridge: Polity Press.
- Beck, Ulrich (1998) World Risk Society. Cambridge: Polity Press.
- Beck, Ulrich (1999) What Is Globalization?. Cambridge: Polity Press.
- Beck, Ulrich (1999) Schöne neue Arbeitswelt. Frankfurt am Main. Campus Verlag.
- Beck, Ulrich (2000) The Brave New World of Work. Cambridge: Cambridge University Press.
- Adam, Barbara, Beck, Ulrich i Van Loon, Joost (2000) The Risk Society and Beyond: Critical Issues for Social Theory. Londres: Sage.
- Beck, Ulrich & Beck-Gernsheim, Elisabeth (2002) Individualization: Institutionalized Individualism and its Social and Political Consequences. London: Sage.
- Beck, Ulrich & Willms, Johannes (2003) Conversations with Ulrich Beck. Cambridge: Polity Press.
- Beck, Ulrich (2005) Power in the Global Age. Cambridge: Polity Press.
- Beck, Ulrich (2006) Cosmopolitan Vision. Cambridge: Polity Press.
- Beck, Ulrich (2012) Das deutsche Europa. Berlin: Suhrkamp Verlag.